# Орден Святого Страстотерпца Царя Николая
Орден Святого Страстотерпца Царя Николая — монархическая церковно-общественная награда. Учреждён в 2008 году, к 140-летию со дня рождения императора Николая II Войсковой православной миссией совместно с Наградным комитетом ордена «Слава России», по благословению Первоиерарха Русской православной церкви заграницей митрополита Лавра.

## Главная цель ордена
«Способствовать развитию монархического самосознания Русского народа, обретения правды о Государе Императоре Николае II Александровиче и Царской России, сохранение духовного, военного и культурного наследия Святой Руси и Российской Империи, укрепление традиционных духовно — нравственных ценностей.»

## Среди кавалеров ордена
- Патриарх Московский и всея Руси Кирилл (2010)[2]
- Первоиерарх РПЦЗ митрополит Иларион

ряд видных иерархов РПЦ МП, среди них:
- митрополит Санкт-Петербургский и Ладожский Варсонофий
- митрополит Владивостокский и Приморский Вениамин (2016)[3]
- митрополит Екатеринбургский и Верхотурский Кирилл[4]
- митрополит Ташкентский и Узбекистанский Викентий
- митрополит Воронежский Сергий
- митрополит Липецкий и Елецкий Никон
- митрополит Черногорский и Приморский Амфилохий
- митрополит Истринский Арсений (2019)[5]
- схиархимандрит Илий (Ноздрин)
- архимандрит Гавриил (Коневиченко)[6]
- кронпринц Югославии Александр Второй Карагеоргиевич
- правнук Эрцгерцога Франца Фердинанда князь Лео фон Гогенберг
- Ольга Николаевна Куликовская-Романова
- кинорежиссёры Эмир Кустурица, Никита Михалков, Николай Бурляев
- народный артист России Александр Михайлов
- историки и писатели Александр Боханов, Борис Галенин, Юрий Воробьевский, Пётр Мультатули, Альфред Мирек, Сергей Фомин
- художник Павел Рыженко
- путешественник-миссионер протоиерей Федор Конюхов
- тележурналисты Аркадий Мамонтов и Елена Козенкова
- ряд представителей православного духовенства и православно-монархической общественности, в том числе Любовь Родионова — мать рядового пограничных войск России Евгения Родионова, казнённого в 1996 году чеченскими сепаратистами за отказ изменить присяге и Православию, и с тех пор почитаемому многими православными как святой мученик
- председатель Общества развития русского исторического просвещения «Двуглавый орел» Леонид Решетников, глава Союза православных хоругвеносцев Леонид Симонович-Никшич
- бывший схиигумен Сергий (Романов) (2017)[7]